# Resolución ES-11/4 de la Asamblea General de las Naciones Unidas
La Resolución A/ES-11/4 de la Asamblea General de las Naciones Unidas (denominada oficialmente: Integridad territorial de Ucrania: defensa de los principios de la Carta de las Naciones Unidas) fue aprobada el 12 de octubre de 2022, en respuesta a la anexión de territorios ocupados del sudeste de Ucrania por parte de Rusia.
La resolución condena el hecho de que Rusia haya organizado "referendos ilegales" en regiones situadas dentro de las fronteras de Ucrania reconocidas internacionalmente y el intento de anexión de las regiones ucranianas de Donetsk, Jersón, Lugansk y Zaporiyia tras haber organizado esos referendos, al considerarlos "una violación de la integridad territorial y la soberanía de Ucrania" e "incompatibles con los principios de la Carta".
La resolución se adoptó en la decimoprimera sesión de emergencia de la Asamblea General.
Un total de 44 países suscribieron el borrador de resolución, que fue aprobado con 143 votos a favor, 5 en contra y 35 abstenciones, tras dos días de discursos de los países miembros de las Naciones Unidas.

## Antecedentes
Una sesión especial de emergencia es una reunión no programada de la Asamblea General de las Naciones Unidas para hacer recomendaciones urgentes sobre una situación particular relevante para el mantenimiento de la paz y la seguridad internacionales, cuando el Consejo de Seguridad no puede actuar debido al veto de uno de sus miembros permanentes.El mecanismo se introdujo en 1950 con la resolución Unidos por la Paz, que declaró que:

...si el Consejo de Seguridad, debido a la falta de unanimidad de los miembros permanentes, no ejerce su responsabilidad primordial de mantener la paz y la seguridad internacionales en cualquier caso en que parezca haber una amenaza a la paz, quebrantamiento de la paz, o acto de agresión, la Asamblea General considerará el asunto inmediatamente con miras a hacer las recomendaciones apropiadas a los Miembros sobre medidas colectivas, incluido en el caso de quebrantamiento de la paz o acto de agresión, el uso de la fuerza armada cuando sea necesario, para mantener o restablecer la paz y la seguridad internacionales. Si no está en sesión en ese momento, la Asamblea General podrá reunirse en sesión extraordinaria de emergencia dentro de las veinticuatro horas siguientes a la solicitud de la misma.

La capacidad de la Asamblea General para recomendar medidas colectivas fue objeto de una intensa disputa en las décadas de 1950 y 1960. En 1962, una opinión consultiva de la Corte Internacional de Justicia declaró que, si bien la "acción coercitiva" es dominio exclusivo del Consejo de Seguridad, la Asamblea General tiene la autoridad para tomar una amplia gama de decisiones, incluido el establecimiento de una fuerza de mantenimiento de la paz.
El 24 de febrero de 2022, Rusia lanzó una invasión a gran escala contra Ucrania. El proyecto de resolución que deploraba la invasión y pedía la retirada de las tropas rusas fue vetado en el Consejo de Seguridad al día siguiente, lo que llevó al Consejo de Seguridad a convocar una sesión especial de emergencia sobre el tema de Ucrania con la resolución 2623.
El 30 de septiembre de 2022, Rusia llevó a cabo referendos de adhesión a Rusia en los territorios ocupados de Ucrania, cuyos resultados anunciados dieron una mayoría a favor de su anexión a Rusia.

## Contenido
La resolución tiene los siguientes puntos medulares:
- Reafirma el compromiso de la Asamblea General con la soberanía, la independencia, la unidad y la integridad territorial de Ucrania dentro de sus fronteras reconocidas internacionalmente, que se extienden a sus aguas territoriales.
- Condena que Rusia haya organizado "referendos, ilegales en sí", en regiones situadas dentro de las fronteras de Ucrania y el intento de anexión de las regiones de Donetsk, Jersón, Lugansk y Zaporiyia tras haber organizado esos referendos.
- Declara que los actos ilícitos de Rusia "con respecto a los mal llamados referendos, ilegales en sí", celebrados del 23 al 27 de septiembre de 2022 en ciertas partes de las regiones ucranianas que están o han estado parcialmente bajo el control militar temporal de Rusia, y el consiguiente intento de anexión de esas regiones, no tienen validez alguna según el derecho internacional ni sirven de base para modificar de ninguna manera el estatuto de esas regiones de Ucrania.
- Exhorta a todos los Estados, organizaciones internacionales y organismos especializados de las Naciones Unidas a que no reconozcan ninguna modificación del estatuto de alguna de las regiones ucranianas de Donetsk, Jersón, Lugansk y Zaporiyia o de todas ellas que haga Rusia, y a que se abstengan de todo acto u operación que pudiera interpretarse como un reconocimiento de ese estatuto modificado.
- Exige que Rusia revoque inmediata e incondicionalmente sus decisiones de 21 de febrero y 29 de septiembre de 2022 relativas al estatuto de las regiones ucranianas de Donetsk, Jersón, Lugansk y Zaporiyia, ya que constituyen una violación de la integridad territorial y la soberanía de Ucrania y son incompatibles con los principios de la Carta de las Naciones Unidas, y que retire de inmediato, por completo y sin condiciones todas sus fuerzas militares del territorio de Ucrania dentro de sus fronteras reconocidas internacionalmente.

## Votación
| Voto       | Cantidad | Estados | % de la votación | % del total de miembros de la ONU |
| ---------- | -------- | --- | ---------------- | --------------------------------- |
| A favor    | 143      | Afganistán, Albania, Angola, Andorra, Antigua y Barbuda, Argentina, Australia, Austria, Bahamas, Bangladés, Baréin, Barbados, Bélgica, Belice, Benín, Bután, Bosnia y Herzegovina, Botsuana, Brasil, Brunéi, Bulgaria, Cabo Verde, Camboya, Canadá, Chad, Chile, Colombia, República Democrática del Congo, Comoras, Costa Rica, Costa de Marfil, Croacia, Chipre, República Checa, Corea del Sur, Dinamarca, Dominica, República Dominicana, Ecuador, Egipto, Estonia, Fiyi, Finlandia, Francia, Gabón, Gambia, Georgia, Alemania, Ghana, Grecia, Granada, Guatemala, Guyana, Guinea-Bisáu, Haití, Hungría, Islandia, Indonesia, Irak, Irlanda, Israel, Italia, Jamaica, Japón, Jordania, Kenia, Kiribati, Kuwait, Letonia, Líbano, Liberia, Libia, Liechtenstein, Lituania, Luxemburgo, Madagascar, Malaui, Malasia, Maldivas, Malta, Islas Marshall, Marruecos, Mauritania, Mauricio, México, Micronesia, Mónaco, Montenegro, Birmania, Nauru, Nepal, Países Bajos, Nueva Zelanda, Nigeria, Níger, Macedonia del Norte, Noruega, Omán, Palaos, Panamá, Papúa Nueva Guinea, Paraguay, Perú, Filipinas, Polonia, Portugal, Catar, Corea del Sur, Moldavia, Rumanía, Ruanda, San Cristóbal y Nieves, Santa Lucía, San Vicente y las Granadinas, Samoa, San Marino, Arabia Saudita, Serbia, Seychelles, Sierra Leona, Singapur, Eslovaquia, Eslovenia, Islas Salomón, Senegal, Somalia, España, Surinam, Suecia, Suiza, Timor Oriental, Tonga, Trinidad y Tobago, Túnez, Turquía, Tuvalu, Ucrania, Emiratos Árabes Unidos, Reino Unido de Gran Bretaña e Irlanda del Norte, Estados Unidos de América, Uruguay, Vanuatu, Yemen, Zambia. | 78.14%           | 74.09%                            |
| En contra  | 5        | Rusia, Bielorrusia, Corea del Norte, Nicaragua y Siria. | 2.76%            | 2.59%                             |
| Abstención | 35       | Argelia, Armenia, Bolivia, Burundi, República Centroafricana, China, República del Congo, Cuba, Eritrea, Suazilandia, Etiopía, Guinea, Honduras, India, Kazajistán, Kirguistán, Laos, Lesoto, Malí, Mongolia, Mozambique, Namibia, Pakistán, Sudáfrica, Sudán del Sur, Sri Lanka, Sudán, Tayikistán, Tailandia, Togo, Uganda, Tanzania, Uzbekistán, Vietnam, Zimbabue. | 19.34%           | 18.13%                            |
| Ausentes   | 10       | Azerbaiyán, Burkina Faso, Camerún, El Salvador, Guinea Ecuatorial, Irán, Santo Tomé y Príncipe, Turkmenistán, Venezuela,Yibuti | –                | 4.66%                             |
| Total      | 193      | – | 100%             | 100%                              |